# متلازمة غلبرت
متلازمة غلبرت هي اضطراب كبدي وراثي شائع يوجد في حوالي 3-12% من البشر.
يسمى أيضاً بداء أو متلازمة مويلن كراخت (Morbus Meulengracht) وهو مرض ولادي وراثي محمول على صبغي جسمي أي انه غير مرتبط بالجنس وينجم عن عطل في نقل البيليروبين وتفكيكه في الكبد.
سمي هذا المرض بهذا الاسم نسبة للدنماركي اينار مويلن كراخت وهو أحد العلماء الذين شاركوا في اكتشاف هذا المرض. اما الاسم الأخر والذي يعرف به المرض فهو نسبة للعالم اوغوستين نيكولاس غلبرت (1858–1927)، الذي عمل في عام 1900 مع بيير ليريبوليت (1874–1944) على اكتشاف هذا المرض.

## نسبة المرض
عكسا لما يعتقد الكثيرون فإن الإصابة بالمرض ليست حالة نادرة؛ فالمرض منتشر بنسبة 5% من البشر ولكن شدة الإصابة تختلف من شخص لآخر فهي متعلقة بنشاط الكبد وقدرته على تفكيك البيليروبين.

## الأسباب
ان سبب هذا المرض متعلق بالدرجة الأولى بتحليل وتكسير الهيموغلوبين : إن خلايا الدم الحمراء تموت بعد حوالي 120 يوما من دخولها الدورة الدموية، وهنا فان المادة التي تكسب الدم لونهُ الأحمر وهي الهيموغلبون سوف تتحلل إلى اجزائها الأصغر وتجري هذه العملية في كل من نقي العظام والطحال والكبد ولكن على خطوات متتابعة حتى ينتهي بها المطاف على شكل مادة ذائبة في الماء قابلة للامتصاص المعوي.
- 1. يتحلل الهيموغلوبين إلى بيليفيردين بمساعدة أنزيم وسيط.
- 2. يتحول البيليفيردين إلى بيليروبين غير مباشر (غير ذوّاب بالماء)بوساطة انزيم بلبفيردين ريدوكتازه.
- 3. يتحول البيليروبين غير المتصل لبيليروبين مباشر (ذوّاب بالماء)بواسطة انزيم غلوكرونوزيل ترانسفيرزوس (UDP-GT) ومساعدة حمض الغلوكورونيل.
- 4. يطرح اليليروبين إلى خارج الجسم عن طريق البول والصفراء التي تمتص في المعي بعد أن يرسل البيليروبين المتصل من الكبد إلى المرارة.

تنخفض فعالية انزيم الغلوكرونوزيل ترانسفيرزوس (UDP-GT) إلى 30% عند الناس المصابين بالمرض مقارنة مع الأصحاء، وعندما تنخفض فعالية هذا الانزيم فان آلية تحويل البيليروبين غير المباشر إلى بيليروبين مباشر تتأثر تلقائيا وتنخفض أيضا، وهكذا ترتفع نسبة البيليروبين غير المرتبط وغير الذائب في الدم. في بعض الحالات القليلة تنخفض فعالية هذا الانزيم إلى نسب قليلة جدا تتراوح بين (0-10%) في هذه الحالة يأخذ المرض طوراً آخر ويدعى ب متلازمة كريغلر-نجار.
 

## الأعراض
ان الأعراض الشائعة للمرض هو اصفرار الجلد والعينين كما هو الحال في مرض اليرقان.
تكون نتائج التحليل الدموي لوظائف الكبد وأملاح المرارة على الأغلب طبيعية وغير ملفتة (باستثناء ارتفاع نسبة البيليروبين غير المباشر في الدم)، بحيث انها لا تسبب حكة كما هو شائع في حالة الأمراض المسببة لاصفرار الجلد.
عند الكثير من المصابين يتسبب المرض بظهور أعراض كقلة التركيز، غثيان، آلام في الأطراف، آلام في البطن، اسهال واكتئاب.
ان عدم تناول الطعام لفترة طويلة والصيام كذلك شرب الكحول والضغط النفسي هي من العوامل الرئيسية التي تقوي وتزيد اعراض هذا المرض لذلك ينصح بتجنب الأسباب انفة الذكر لتجنب والتخفيف من حدة اعراض المرض.

## التشخيص والمتابعة
يمكن التأكد من الإصابة بالمرض من خلال ارتفاع نسبة البيليروبين غير المباشر بشكل كبير بعد الصيام أو بسبب حموض النيكونين، وكذلك فان التحليل الجيني الجزيئي يعتبر طريقة آمنة لتشخيص المرض.
عند المصابين بالمرض تكون نسبة البيليروبين في الدم هي ضعف النسبة العادية لدى الناس الأصحاء.
ورد أن مستوى البيليروبين عند المرضى الذين يعانون من داء غلبرت هو من 20-90 ميكرومتر (1.2- 5.3 مغ/ ديسيلتر) مقارنةً بالنسبة الطبيعية التي هي أقل من 20 ميكرومتر.

## العلاج
ان هذا المرض يعتبر خطأ جيني، ولذلك لا يمكن الشفاء منه ولا يوجد أدوية لهذا المرض بالتحديد، ولكن يوجد بعض الأدوية التي يجب على المصاب بهذا المرض ألا يأخذها كالباراسيتامول وأدوية أخرى.

## وصلات أخرى
Morbus Meulengracht
Morbus Meulengracht
http://www.nejm.org/doi/full/10.1056/NEJM199511023331802